# Torri in Sabina

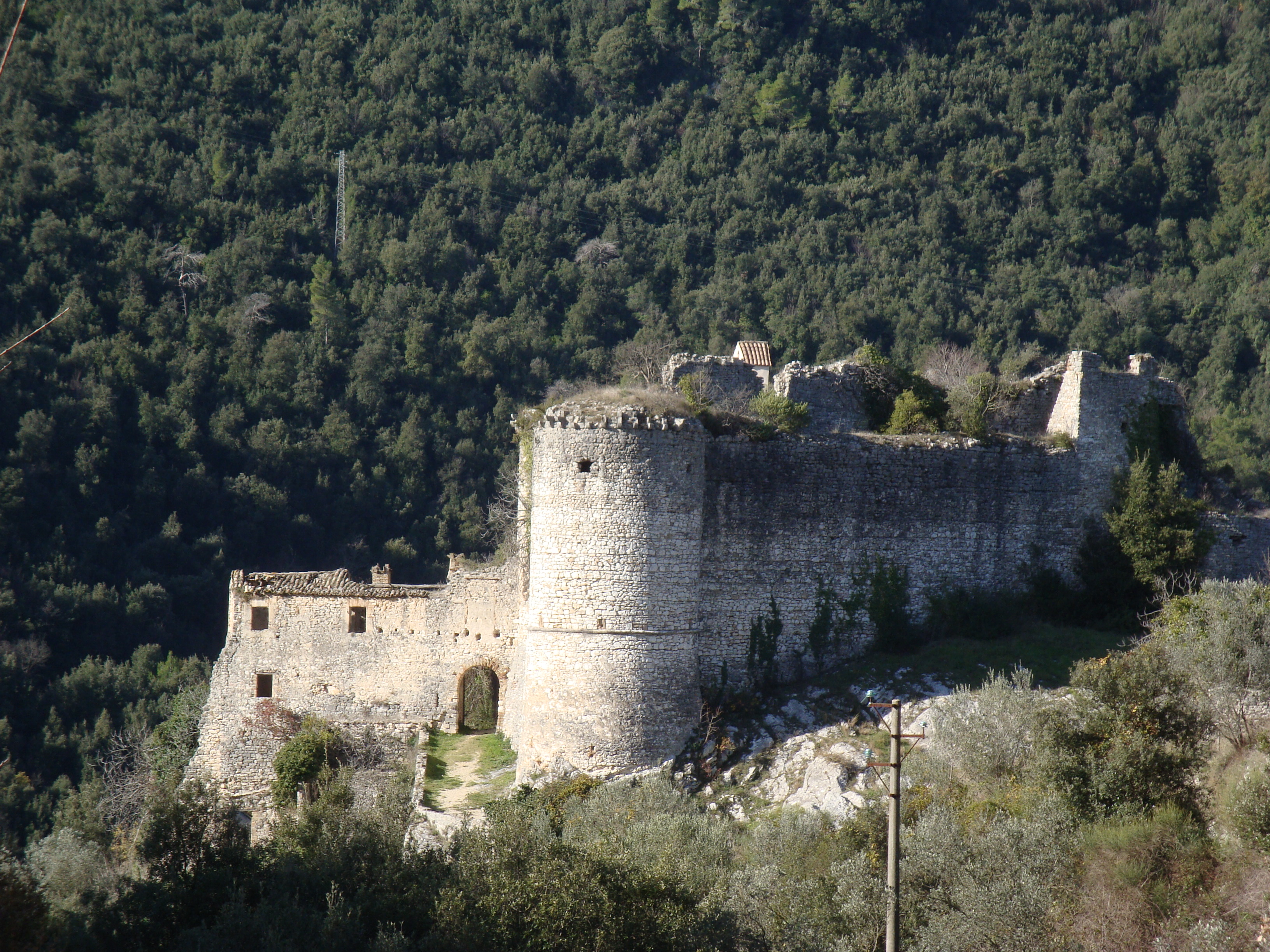
Il castrum medievale di Rocchettine, o Rocca Guidonesca.

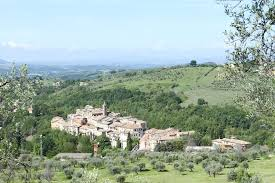
Il paese di Torri in Sabina,osservato dalla collina in via Coppari.

Torri in Sabina è un comune italiano di 1 223 abitanti della provincia di Rieti nel Lazio.

## Geografia fisica

### Territorio
Torri in Sabina sorge a 275 metri di altezza sul livello del mare. Il paese si sviluppa su un costone di roccia orientato in direzione nord-est sud-ovest. È circondato sul versante nord-ovest e sud-est da due fossi in cui scorrono due torrenti che raccolgono l'acqua proveniente dalle colline circostanti.
Le frazioni di Rocchette e Rocchettine sorgono su due speroni di roccia ai piedi del monte Cosce e sono distanti 200 metri l'uno dall'altro.
Nel territorio comunale, nei pressi delle frazioni Rocchette, Rocchettine e Vescovio, scorre il torrente Aia affluente del Tevere. Il torrente viene indicato anche con il nome di "Imella". Nella gola che separa le frazioni di Rocchette e Rocchettine il torrente Aia dà origine alle suggestive Cascatelle.
Il territorio comunale presenta numerosi oliveti, che producono un olio di oliva EVO di elevata qualità. 
Le zone boschive che circondano le frazioni di Rocchette e Rocchettine presentano una ricca macchia mediterranea, caratterizzata da querce e lecini. 

### Clima
Classificazione climatica: zona D, 1954 GR/G

## Storia
I primi cenni di Torri in epoca medievale risalgono al 747, quando nel regesto di Farfa compare la donazione all'abbazia di un casalis Turris; questa donazione è confermata nei secoli successivi fino al 1084. Risale invece al 1298 l'attestazione dell'esistenza di un castello, che risulta essere di proprietà della Santa Sede nel 1364.
In seguito, dal 1368, Torri figura tra i possedimenti degli Orsini, che ne mantennero la proprietà fino alla morte della moglie di Flavio Orsini, Anna de la Tremouille, nel 1728. Da questa data Torri in Sabina ritorna di proprietà della Santa Sede.
Nel 1817 il paese entra a far parte, come comune autonomo, del governatorato di Calvi. Dopo l'unità d'Italia, il comune fu assegnato dapprima alla provincia di Perugia, nel 1923 alla provincia di Roma ed infine dal 1927 entrò a far parte della nuova provincia di Rieti.
Durante la ritirata tedesca della seconda guerra mondiale, il centro storico fu minato e fatto brillare. Torri risulta uno dei tre paesi in Sabina minato dalle forze tedesche.

## Monumenti e luoghi d'interesse

### Architetture religiose
- La chiesa di Santa Maria della Lode a Vescovio, risalente ai primi decenni del IX secolo, cattedrale della diocesi sabina fino al suo definitivo trasferimento a Magliano Sabina nel 1733; all'interno si conservano importanti affreschi del XII secolo con Storie dell'Antico e Nuovo Testamento nelle pareti laterali e un Giudizio universale nella parete di contro-facciata.
- Altre chiese, come quelle di San Valentino (era situata accanto alla antica porta ternana, distrutta dalle mine tedesche della seconda guerra mondiale), San Nicola di Bari, della Madonna del Colle, San Giovanni Battista e di Sant'Egidio.
- Nella frazione di Rocchette sorgono la chiesa del Santissimo Salvatore e la cappella di San Sebastiano.
- Nella frazione di Rocchettine sorge la chiesa di San Lorenzo.

### Architetture militari
- Due insediamenti fortificati medievali, denominati Rocchette e Rocchettine, le cui prime notizie risalgono al XIV secolo, appartenuti entrambi alla famiglia dei Savelli. Oggi Rocchette è trasformato in centro abitato, mentre Rocchettine è in stato di abbandono dall'inizio degli anni cinquanta. Al suo interno la chiesa di San Lorenzo, da poco restaurata, aperta al pubblico solo il 10 agosto (giorno di San Lorenzo, patrono di Rocchettine) e visitabile su richiesta.

### Siti archeologici
- L'area archeologica del municipium romano di Forum Novum (I secolo d.c. ), di cui parlano Plinio, Virgilio e Frontino. Dopo la conquista militare romana è stato edificato un foro, in epoca augustea, assegnato alla tribu' Crustumina, accorpato alla regio IV Samnium et Sabina, cessa la propria funzione nel III d.c. Successivamente il territorio fece parte probabilmente della provincia romana Flaminia et Valeria Dioecesis Italiciana imperiale suburbicaria, dopo la cristianizzazione delle diocesi in epoca alto medioevale dal 465 fu sede vescovile poi ecclesia cathedralis Sabinorum fino al 1733.

## Società

### Evoluzione demografica
Abitanti censiti

## Amministrazione
Nel 1923 passa dalla provincia di Perugia in Umbria alla provincia di Roma nel Lazio, e nel 1927, a seguito del riordino delle circoscrizioni provinciali stabilito dal regio decreto n. 1 del 2 gennaio 1927, per volontà del governo fascista, quando venne istituita la provincia di Rieti, Torri in Sabina passa a quella di Rieti.
| Periodo | Periodo   | Primo Cittadino  | Partito                             | Carica  | Note                            |
| ------- | --------- | ---------------- | ----------------------------------- | ------- | ------------------------------- |
| 1995    | 1999      | Alessio Bonifazi | lista civica                        | Sindaco |                                 |
| 1999    | 2004      | Basilio Buccini  | lista civica                        | Sindaco |                                 |
| 2004    | 2009      | Alessio Bonifazi | lista civica                        | Sindaco |                                 |
| 2009    | 2011      | Alessio Bonifazi | lista civica                        | Sindaco | Deceduto durante il suo mandato |
| 2011    | 2016      | Fausto Concezzi  | lista civica Insieme per crescere   | Sindaco |                                 |
| 2016    | 2021      | Michele Concezzi | lista civica Tradizione e progresso | Sindaco |                                 |
| 2021    | in carica | Michele Concezzi | lista civica Tradizione e progresso | Sindaco | 2º mandato                      |

### Altre informazioni amministrative
- Fa parte della Comunità montana "Sabina"